# Aphidius iranicus
Aphidius iranicus är en stekelart som beskrevs av Rakhshani och Jaroslav Stary 2007. Aphidius iranicus ingår i släktet Aphidius och familjen bracksteklar. Inga underarter finns listade i Catalogue of Life.